# Patricio Lecaros
Patricio Juan Lecaros Paúl (24 de julio de 1960) es un ingeniero comercial, consultor y empresario chileno, exgerente general de la minorista local Empresas La Polar.

## Biografía y Estudios
Hijo de Patricio Lecaros Rosselot y Ana Paul Errázuriz, se formó profesionalmente en la Pontificia Universidad Católica de Chile de la capital, en la que estudió la carrera de ingeniería comercial. En esta casa de estudios conocería a los después hombres de empresa Pablo Turner y Patricio Parodi.
Comenzó su vida laboral en Banco Santiago, desde donde pasó a un proyecto propio: la fábrica de vestuario Marítimo. Fue en esta etapa de su vida donde estableció el contacto con la familia Calderón que lo llevaría a convertirse en alto ejecutivo de Ripley en 1990.
A mediados de los '90 dejó por unos meses la minorista para colaborar con Santiago Cummins en Bonaire, una cadena de pequeños locales especializada en artículos electrónicos y de línea blanca.
En su segunda etapa en Ripley ideó el desembarco de la empresa en Perú. Así, en 1997 se instaló en Lima y negoció la entrada a Jockey Plaza, centro comercial ligado al propio Cummins. Lecaros, que permaneció cinco años en la capital peruana, extendió su lazo con Ripley hasta 2005.
Tras dejar la cadena -de la que quedó como asesor externo- se volcó al desarrollo de negocios propios, poniendo su foco en el área agroindustrial, de capacitación y marketing. En el primer caso, se asoció con los empresarios Arturo Strazza y Guillermo Vial en la firma de aceite de oliva San Pietro.
Otro de sus emprendimientos fue la representación en Chile de Inglés sin Barreras, la compañía creada por el empresario chileno José Luis Nazar, que ofrece capacitación en idiomas, computación y ventas. Allí se asoció con Andrés Santa Cruz, hijo del presidente de la Sociedad Nacional de Agricultura del mismo nombre. También con Santa Cruz impulsó Titanio, firma dedicada a elaborar merchandising de clubes de fútbol.
En 2011, tras no lograr ser elegido como director, asumió la gerencia general de Empresas La Polar, justo en medio de la grave crisis derivada de la repactación unilateral de deudas a cientos de miles de clientes. Dejó el cargo en julio de 2014.

## Nota
1. ↑  Marítimo operó como proveedor de Ripley.